# Barthélémy Ferrary
Pour les articles homonymes, voir Ferrary.
Barthélémy-Amédée Ferrary, né le 25 avril 1827 à Embrun (Hautes-Alpes) et mort le 10 octobre 1886 à Gap (Hautes-Alpes), est un homme politique français.
Entrepreneur en Travaux publics, il est maire d'Embrun de 1871 à 1873. Il est député des Hautes-Alpes de 1876 à 1877 et de 1878 à 1886. Il siège à gauche et fait partie des 363 qui refusent la confiance au gouvernement de Broglie, le 16 mai 1877. 
Il est l'oncle de Maurice Ferrary, sculpteur.

## Sources
- « Barthélémy Ferrary », dans Adolphe Robert et Gaston Cougny, Dictionnaire des parlementaires français, Edgar Bourloton, 1889-1891 [détail de l’édition]